# أندي كول
أندرو عيد أليكساندر كول (بالإنجليزية: Andrew Cole)‏ (مواليد 15 أكتوبر 1971 في نوتنغهام، إنجلترا) هو لاعب كرة قدم إنجليزي.
بدأ مسيرته الكروية مع نادي آرسنال في عام 1989، ولعب معهم حتى عام 1992. ثم أعير إلى نادي فولهام ولعب معهم حتى انتقل في موسم 1992/1993 إلى نادي بريستول سيتي ولعب بعد ذلك مع نيوكاسل يونايتد ومانشستر يونايتد وبلاكبيرن روفرز، ثم انتقل في موسم 2004/2005 عائدًا إلى نادي فولهام، لعب بعد ذلك مع أندية مانشستر سيتي وبورتسموث وبرمنغهام سيتي وسندرلاند وبيرنلي وانتهى الأمر بانتقاله لنادي نوتينغهام فورست لكنه لم يلعب أية مباراة معهم فاعتزل اللعب نهائيًا في نوفمبر 2008.
و قد لعب مع منتخب إنجلترا لكرة القدم بين عامي 1995 و2002، وشارك معهم في 15 مباراة وسجل هدف واحد.

## مسيرته الكروية
لعب أندي كول خلال مسيرته الاحترافية مع 12 ناديًا في خمسة وعشرون موسمًا وسجل خلالها 231 هدف ضمن 510 مباراة. حيث فاز في موسمين بالكأس وفي ستة مواسم بالدوري.
خاض أندي كول مسيرته مع نادي أرسنال في موسم 1990–91 لمدة موسم واحد، مشاركًا في مباراة ولم يسجل أي هدف. ثم انتقل إلى نادي بريستول سيتي في موسم 1991–92 ولمدة موسمين، حيث شارك في 41 مباراة سجل خلالها 20 هدف. لينتقل بعدها إلى نادي نيوكاسل يونايتد في موسم 1992–93 واستمر معه طيلة ثلاثة مواسم، مشاركًا في 70 مباراة سجل خلالها 55 هدفًا. ثم انتقل إلى نادي مانشستر يونايتد في موسم 1994–95 ليلعب معه ثمانية مواسم، مشاركًا في 196 مباراة سجل خلالها 95 هدفًا. هذا وانتقل لاحقًا إلى نادي بلاكبيرن روفرز في موسم 2001–02 واستمر معه طيلة ثلاثة مواسم، مشاركًا في 83 مباراة سجل خلالها 27 هدفًا. ثم انتقل بعدها إلى نادي فولهام في موسم 2004–05 لمدة موسم واحد، مشاركًا في 44 مباراة سجل خلالها 15 هدفًا. ليعود وينتقل من جديد، لكن هذه المرة إلى نادي مانشستر سيتي في موسم 2005–06 لمدة موسم واحد، مشاركًا في 22 مباراة سجل خلالها 9 أهداف. لينتقل بعدها إلى نادي برمنغهام سيتي في موسم 2006–07 لمدة موسم واحد، مشاركًا في 5 مباريات سجل خلالها هدفًا واحدًا. ثم لعب في نادي بيرنلي في موسم 2007–08 لمدة موسم واحد، مشاركًا في 13 مباراة سجل خلالها 6 أهداف. ليعود ويرتحل عنه إلى نادي نوتينغهام فورست في موسم 2008–09 لمدة موسم واحد، مشاركًا في 10 مباريات ولم يسجل أي هدف.